# Ружа Шулман
Ружа Шулман (Велики Бечкерек, 6. јануар 1917 — Бечкерек, 26. јул 1941), била је револуционарка и учесница Народноослободилачке борбе.

## Биографија
Рођена је 6. јануара 1917. године у Великом Бечкереку, у породици Емануела и Терезе Шулман, који су имали још две ћерке - Терезу и Флору. По мајци је била јеврејског порекла.
После основне школе похађала је Трговачку академију у Петровграду, где се прикључила омладинском револуционарном покрету. Године 1936. је постала члан Савеза комунистичке омладине Југославије (СКОЈ). Дружећи се са револуционарном омладином, упознала је Владимира Коларова Кочу, песника и једног од вођа Омладинског покрета у Петровграду. Заједно са њим активно је радила на организовању Омладинског покрета (ОМПОК) и његовом омасовљењу у северном Банату, због чега је 1937. године била ухапшена. Преко Коче се упознала и са марксистичким идејама, па је 1938. године примљена у чланство Комунистичке партије Југославије (КПЈ).
Као чланица КПЈ још активније је радила на укључивању омладине у револуционарни покрета, а била је активна и у раду организације Народна помоћ, која се сакупљала помоћ за политичке затворенике и њеихове породице. Као чланица Месног комитета КПЈ за Петровград, маја 1940. године је била ухапшена у великој полицијској провали у петровградску партијску организацију. Тада је био ухапшен велики број петровградских комуниста, међу којима Жарко Зрењанин, Тоза Марковић и њен вереник Коча Коларов. Полицијски агенти су покушали да Ружиним хапшењем сломе њеног вереника, али пошто у томе нису успели пустили су је на слободу. После изласка из затвора наставила је са активношћу и била секретар Месног комитета СКОЈ-а за Петровград.
На почетку окупације Југославије, априла 1941. године Ружа је морала да се склони у Елемир, како би избегла хапшење због свог јеврејског порекла. Маја 1941. се вратила у Бечкерек, где је Кочи Коларову активно помагала у раду на организовању устанка. Заједно са Кочом и другим сарадницима, а пре свега Кларом Фејеш, помагала је у раду технике Окружног комитета КПЈ за северни Банат. Штампали су разни пропагандни антифашистички материјал, на српском, али и на мађарском и немачком језику. Непосредно пред почетак устанка била је примљена у чланство ОК КПЈ за северни Банат.
Дана 23. јула 1941. године окупатор је успео да открије базу ОК КПЈ за северни Банат, која се налазила у винограду Андрије Нићетина и његовог сина Зорана Нићетина Мире, у околини Бечкерека. У овој бази се поред Руже и Коче, налазио и њен брат од тетке Франк Самуел Шандор. Након хапшења били су затворени у затвору Банатске перфектуре у Бечкереку, где су били мучени и малтретирани. Пошто су партизани у Банату, већ увелико отпочели са акцијама паљења жита, 25. јула је било спаљено жито на Бошњаковом салашу, код Бечкерека. У знак одмазде, окупатор је 26. јула 1941. године на том салашу стрељао петоро ухапшеника. Поред Руже Шулман, Коче Коларова и Франка Самуела, стрељани су Стојан Арсенов и Тиберије Алдан, ухапшеници из Кикинде.
Име Руже Шулман носи једна улица у Зрењанину, као и насеље изграђено у околини те улице. У парку у насељу „Ружа Шулман“ подигнута јој је спомен биста, рад вајарке Љубице Тапавички. 